# Kyloe
Kyloe è un villaggio e parrocchia civile dell'Inghilterra, appartenente alla contea del Northumberland. 
Kyloe è uno dei luoghi d'origine della razza bovina bove highlander (razza bovina).